# Igreja Católica no Equador
A Igreja Católica no Equador é parte da Igreja Católica universal, em comunhão com a liderança espiritual do Papa, em Roma, e da Santa Sé. Nos últimos anos, diversas crises políticas que o país vem passando refletem profundas divisões sociais, especialmente quando analisada a crescente violência e tráfico de drogas no território equatoriano. Ataques à fé provenientes da intolerância secular também tem sido registrados, seguindo a mesma tendência de todo o continente latino-americano.

## História

### Colonização

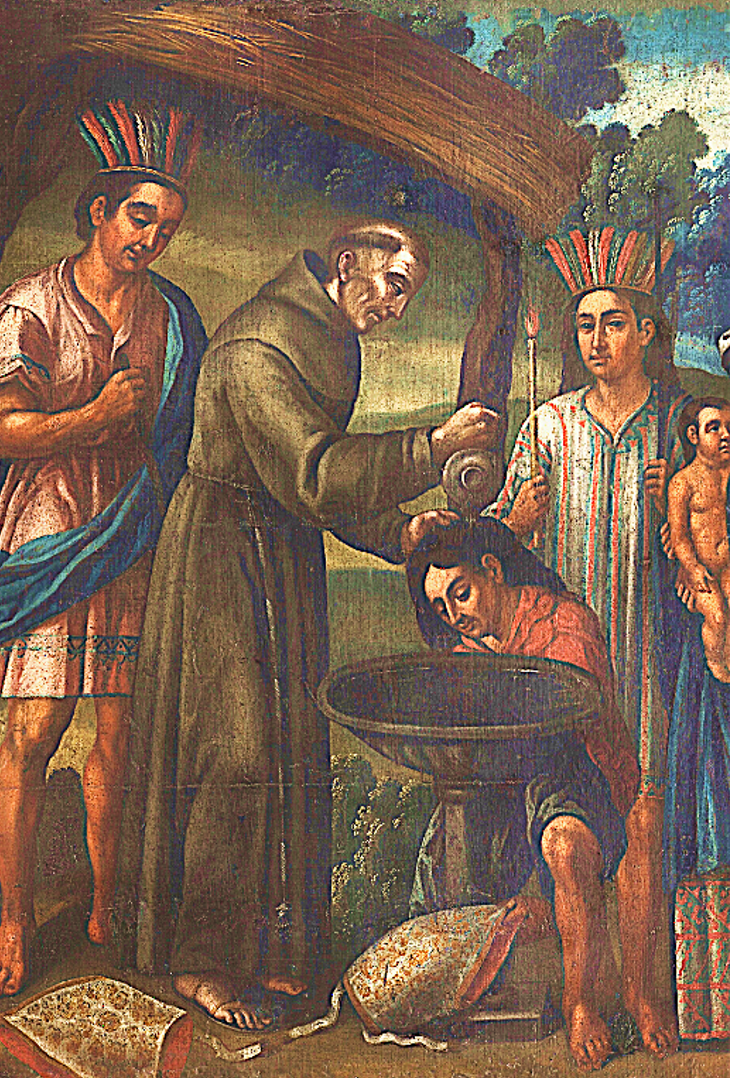
Frei Jodoco Ricke

Os europeus chegaram ao atual território do Equador pela primeira vez com Francisco Pizarro em 1531, quando ele viajava ao longo da costa sul-americana a caminho do Peru. Em 1532, Pizarro se dirigia para saquear Cajamarca, no Peru, enquanto seu comandante, Sebastián de Belalcázar, avançava contra o Império Inca. Embora Pizarro pretendesse que o tenente também fundasse ali uma cidade, Belalcázar partiu em busca de ouro e esmeraldas que, segundo rumores, estariam perto de Popayán. Os primeiros missionários a chegar foram os franciscanos vindos da região de Flandres, na Bélgica, liderados por Jodoco Ricke. Em dezembro de 1534 é fundada a cidade de São Francisco de Quito. Guaiaquil foi fundada no ano seguinte.
Franciscanos se instalaram em Quito no início de 1535; mercedários fundaram um convento na mesma cidade em abril de 1537; e dominicanos, que acompanharam Belalcázar à região, estabeleceram ali residência em junho de 1541. Os agostinianos começaram a construir seu convento em Quito no verão de 1573, enquanto os jesuítas chegaram em julho de 1586. Os franciscanos, aproveitando a experiência no México, rapidamente se espalharam entre as tribos da serra e em pouco tempo já estavam catequizando quase dois terços da população daquela região, especialmente os otavalos. Os mercedários se concentraram em evangelizar as tribos do litoral, especialmente nas províncias de Manabí, Ilha Puná e Esmeraldas. Os dominicanos aderiram à expedição de Gonzalo Pizarro à Terra da Canela em fase de planejamento, enviaram um deles, Frei Gaspar de Carvajal, como um dos capelães. Carvajal escreveu um relato sobre a descoberta do Rio Amazonas, e os sua ordem permaneceu para trabalhar entre as tribos da Amazônia equatoriana.

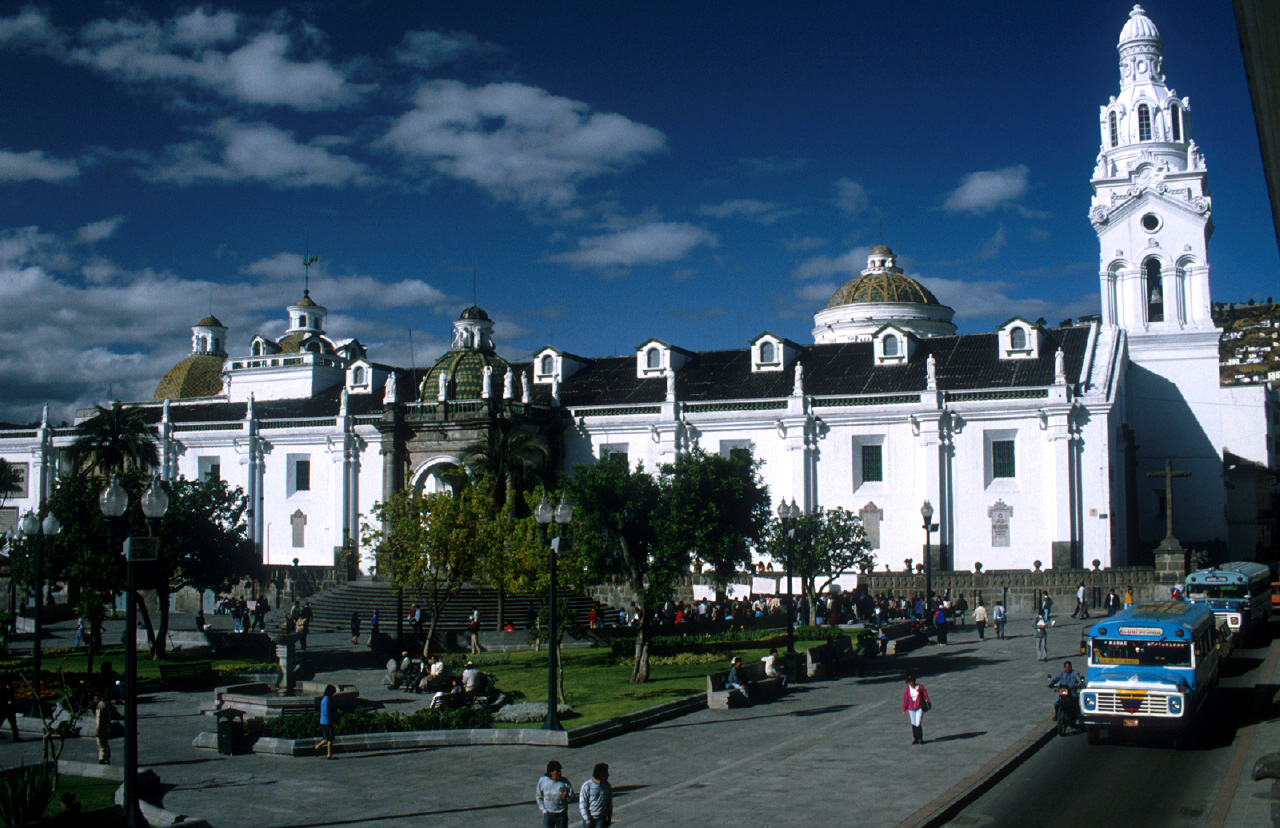
Catedral Metropolitana de Quito, sede da Arquidiocese de Quito.

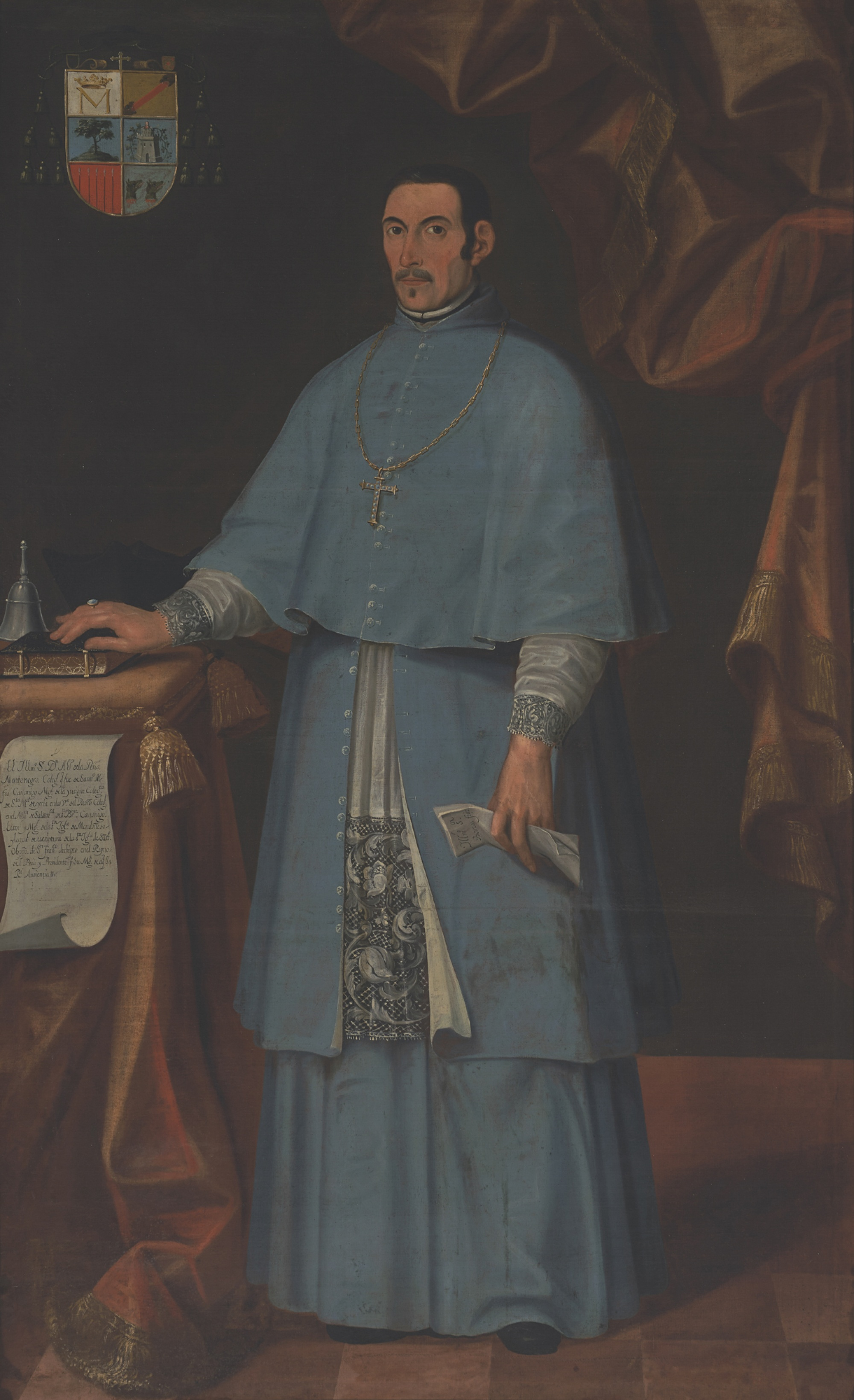
Alonso de la Peña Montenegro, considerado precursor dos direitos trabalhistas no Equador.

Em 8 de janeiro de 1545, o Papa Paulo III erigiu a Diocese de Quito e nomeou Dom García Díaz Arias, como seu primeiro bispo. Ele foi sucedido por outro bispo exemplar, Dom Pedro de la Peña. No esforço de organizar a diocese, Peña visitou todo o território de sua diocese, e em 1570 convocou o primeiro sínodo diocesano, durante o qual delineou as leis e responsabilidades básicas, ao mesmo tempo que retirou dos frades algumas paróquias nativas que foram então dadas aos o clero diocesano. Numa segunda visita, Peña foi às selvas para confirmar o trabalho do sínodo e também para estabilizar as reduções indígenas, fundando assim a maior parte das cidades do Equador moderno. Também merece destaque por sua atuação o bispo Alonso de la Peña Montenegro, considerado o fundador da economia cristã de Quito, ele estabeleceu normas para o pagamento das indenizações incorridas pelos empregados durante o trabalho, um salário justo, a redução do trabalho dos indígenas nas fazendas e regras de higiene básica.
O estabelecimento de escolas foi considerado um ponto central para a tarefa de evangelização dos nativos. A maior parte delas oferecia ensino fundamental gratuito. Os franciscanos fundaram o Colégio de San Andrés em 1551, a primeira escola a ensinar artes plásticas em Quito, que acabou tornando-se referência a artistas de outros lugares como Colômbia e Bolívia. Mais importante ainda, o Colégio ensinou aos nativos conquistas importantes como aragem do solo, colheita e cuidados do gado domesticado. Em 1603, os agostinianos estabeleceram a primeira faculdade de teologia na Universidade São Fulgêncio, enquanto em 1622 os jesuítas de Quito abriram as portas da Universidade São Gregório Magno, especializada nas áreas de humanas e destacando entre seus graduados homens como Juan de Velasco e Eugenio Espejo. No final do século XVII, os dominicanos abriram a Universidade São Fernando, que viria a se tornar a Universidade de Santo Tomás de Aquino, a primeira universidade de Quito a ensinar medicina, matemática e direito. Entre seus graduados estão José Joaquín de Olmedo, Juan de Salinas y Zenitagoya e José Mejía Lequerica.
Uma vez concluído o processo de evangelização dos índios que viviam no litoral e na serra, os missionários passaram a trabalhar com os índios das cabeceiras do Rio Amazonas, uma empreitada muito mais arriscada. Posteriormente, as missões, especialmente dos jesuítas, contribuíram com as mudanças das fronteiras entre os países da região, especialmente da fronteira com o Peru. Conflitos fronteiriços com os brasileiros, na região próxima ao Rio Solimões, também ocorreram, e atrapalharam os trabalhos de evangelização das tribos amazônicas.

### Independência

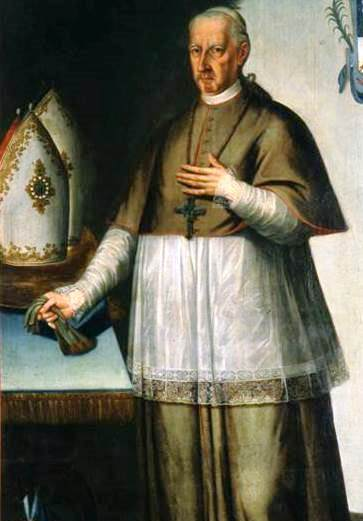
José de Cuero y Caicedo, presidente do Estado de Quito.

Ao fim do século XVIII, Quito era considerada o centro intelectual e político equatoriano. Padres e bispos passaram a encorajar ideias como a independência do país, eleições democráticas. Atraídos pelas novas ideias, católicos de Quito começaram a clamar pela independência da Espanha. O primeiro manifesto de liberdade foi lançado em 10 de agosto de 1809, no convento agostiniano de Quito. Declarando a região independente da Espanha, o bispo de Quito, José de Cuero y Caicedo, foi eleito vice-presidente da primeira junta patriótica e posteriormente presidente do recém-criado Estado de Quito. Padres e frades foram os primeiros legisladores e o primeiro projeto de constituição foi escrito por um padre, Miguel Rodríguez.
Infelizmente, esta primeira tentativa foi frustrada pelo então bispo de Cuenca, um monarquista ferrenho, que perseguiu ativamente os padres patriotas de sua própria diocese e também abrigou sacerdotes monarquistas de Quito. À medida que a sorte da guerra civil oscilava de um lado para outro, Cuero y Caicedo foi expulso de Quito, e outros líderes nacionalistas logo o seguiram. Os poderes dos líderes da Igreja forçados a fugir do país foram exercidos por vigários que não eram mais capazes de manter uma posição neutra do que os seus bispos. Os oponentes monarquistas simplesmente nomearam um novo vigário quando chegaram ao poder, de modo que, ao mesmo tempo, Cuenca tinha três administradores, cada um representando uma facção política diferente e cada um perseguindo os seguidores dos outros. As operações militares em curso apenas aumentaram a confusão e a ruína. Em 24 de maio de 1822, os monarquistas foram derrotados na Batalha de Pichincha pelas forças colombianas que simplesmente anexaram a audiência do Equador, formando a Grã-Colômbia a partir do Equador, Colômbia e Venezuela. Em 1830, o general Juan José Flores, um mestiço venezuelano e comandante do exército colombiano no Equador, a declarar a independência equatoriana.
Em meio a disputas de influência entre Lima e Bogotá sobre o Equador, o novo país dependia da Igreja como a única força coesa. Embora os líderes políticos tenham sido forçados, por necessidade, a utilizar a Igreja e as suas instituições, também se sentiram constrangidos a submetê-la à vontade do Estado. O instrumento deste controle foi a constituição altamente realística de 1824. Segundo este documento, todas as nomeações da Igreja originavam-se do Estado. O Estado também ditava quais livros poderiam ser usados nos seminários. Nenhum decreto da Igreja, nem mesmo as decisões de um tribunal episcopal, poderia ser executado a menos que fosse primeiro "revisado" por um advogado nomeado pelo Estado.

O meio que aplicado pelo Estado que obteve mais sucesso em atar a ação da Igreja foram os tribunais civis, também conhecidos como fuerza. Com eles, a Igreja tornou-se escrava do Estado. Se um padre não concordasse de uma ordem do seu superior eclesiástico, ou se um frade ou freira estivesse descontente com uma ordem do seu superior, era exigido que se entrasse com recurso ao tribunal, anulando assim a autoridade da Igreja até que a questão fosse julgada pelo Estado. Para agravar o problema, se alguma pessoa ligada à Igreja acreditasse que seu superior estava recusando-lhe alguma promoção merecida, o recurso aos tribunais civis também poderia ser usado para forçar o superior a divulgar as razões da falta de tal promoção. Com essas intervenções do Estado, era comum que dioceses equatorianas ficassem durante vários anos sem bispo quando se instaurava uma sede vacante, por exemplo Cuenca ficou sem bispo de 1827 a 1841; Guayaquil ficou sem bispo desde que a diocese foi erigida, em 1838, e por dez anos adiante; e mesmo Quito sofreu frequentemente lapsos de até cinco anos sem bispos. As relações entre o Estado equatoriano e a Santa Sé só foram estabelecidas em 1836, embora uma concordata só foi promulgada em 1866, permitindo que o Equador tivesse o seu primeiro representante papal, a seleção de bons bispos e reforma de ordens religiosas.
Entre 1875 e 1895, a Igreja continuou a gozar da proteção do Estado. Novas ordens foram convidadas a entrar no país, como os salesianos, que entraram no Equador em 1888. Em 1884, Julio María Matovalle fundou a Associação da Juventude Católica, precursora da Ação Católica. Embora a paz entre Igreja e Estado prevalecessem, estavam presentes tendências para o liberalismo, como o decreto presidencial de 1891 que substituiu o dízimo da Igreja por um imposto de três por cento sobre a propriedade fundiária. Em junho de 1892, os bispos do país emitiram um manifesto sobre o liberalismo, um documento geralmente considerado um dos mais notáveis do seu gênero.

Proposta católica e tradicional com a Cruz da Borgonha para a bandeira do Equador. Escudo com os Sagrados Corações de Jesus e de Maria, as armas reais e o símbolo do Equador. O Equador foi consagrado ao Sagrado Coração de Jesus, e Eloy Alfaro Delgado, presidente do país, revogou a consagração.

Em 1895, os liberais chegam ao poder, com Eloy Alfaro Delgado tornando-se o presidente. Nos 15 anos seguintes, Alfaro inicou um forte processo de secularização do país. A concordata com a Santa Sé foi quebrada; ordens religiosas estrangeiras foram proibidas de entrar no país e, durante algum tempo, até mesmo sacerdotes estrangeiros individuais foram excluídos; a educação foi colocada sob total controle estatal; o imposto sobre a propriedade foi abolido sem restituição do dízimo; foi restaurada a antiga lei de 1824 do padroado; e a consagração do país ao Sagrado Coração de Jesus foi oficialmente revogada. Em 1904, os religiosos foram proibidos de administrar os seus próprios bens e quatro anos depois estes foram confiscados sem nenhum tipo de indenização. Em 1906 foi decretada a separação completa entre Igreja e Estado com garantia de liberdade religiosa; no entanto, a Igreja Católica foi discriminada e foi-lhe negado o direito de incorporação perante a lei. Em 1902, o casamento tornou-se uma cerimônia civil; em 1910, o divórcio foi permitido por consentimento mútuo. A legalização do divórcio, bem como um decreto de 1935 que declarou a Igreja sem representação ou proteção legal, causou uma quase revolução, e o governo foi forçado a negociar com Roma para um novo entendimento.
Em 24 de julho de 1937, foi assinado um modus vivendi (acordo de paz) entre a Santa Sé e o Equador que resolveu muitas das principais dificuldades e inaugurou um período de harmonia. A representação diplomática foi retomada após um lapso de mais de 40 anos, a Igreja foi autorizada a ter representação legal em certas circunstâncias, os religiosos receberam uma pequena quantia em compensação pelos bens que lhes foram confiscados em 1908, e a Santa Sé foi novamente autorizada a nomear bispos diretamente após informar o governo de sua escolha. A constituição de 6 de março de 1945 reconheceu a separação completa entre Igreja e Estado, permitindo o divórcio. Durante o século XX, os efeitos da Guerra peruano-equatoriana, findada em 1941, pioraram a já fraca estabilidade do país. José María Velasco Ibarra governou o país durante a maior parte da década de 1940 até a década de 1970. Em 1963 o governo é assumido por uma junta militar. A pobreza das zonas rurais durante a década de 1960 facilitou a entrada de grupos evangélicos para difundir sua fé. Apenas em 1996 foi eleito o populista Abdalá Bucaram, que voltou a construir fortes laços com a Igreja, que era considerada uma força estabilizadora. Durante a década de 1990, os líderes da Igreja ajudaram ativamente a moderar vários impasses políticos. O bispo equatoriano nascido na Alemanha, Emilio Lorenzo Stehle, serviu como mediador em diversas situações de reféns envolvendo um grupo guerrilheiro marxista ativo perto da fronteira com a Colômbia. Em 1999, os líderes da Igreja ajudaram nas conversações de paz que resolveram os conflitos fronteiriços com o Peru, que se transformaram em guerra em janeiro de 1995, depois de tropas equatorianas terem invadido uma seção norte do território da selva peruana disputada durante mais de um século. Presente na assinatura dos acordos de paz, um representante do Vaticano expressou o apreço do Papa João Paulo II por proporcionar "a abertura para uma paz duradoura". O fim do conflito permitiu que os bispos equatorianos voltassem a responder às necessidades humanitárias de um tecido social pressionado por uma recessão econômica de longa data. A Igreja também fez diversas críticas ao presidente Bucaram pela sua decisão de alocar dinheiro para o pagamento da dívida externa em vez de programas sociais. Bucaram acabou recebendo acusações de corrupção em 1997 e Fabián Alarcón foi nomeado seu sucessor. Questões sociais como o aborto e o aumento da criminalidade devido ao tráfico de drogas continuaram a ser abordadas pelos líderes da Igreja através do Conselho Episcopal Latino-Americano.

## Atualmente

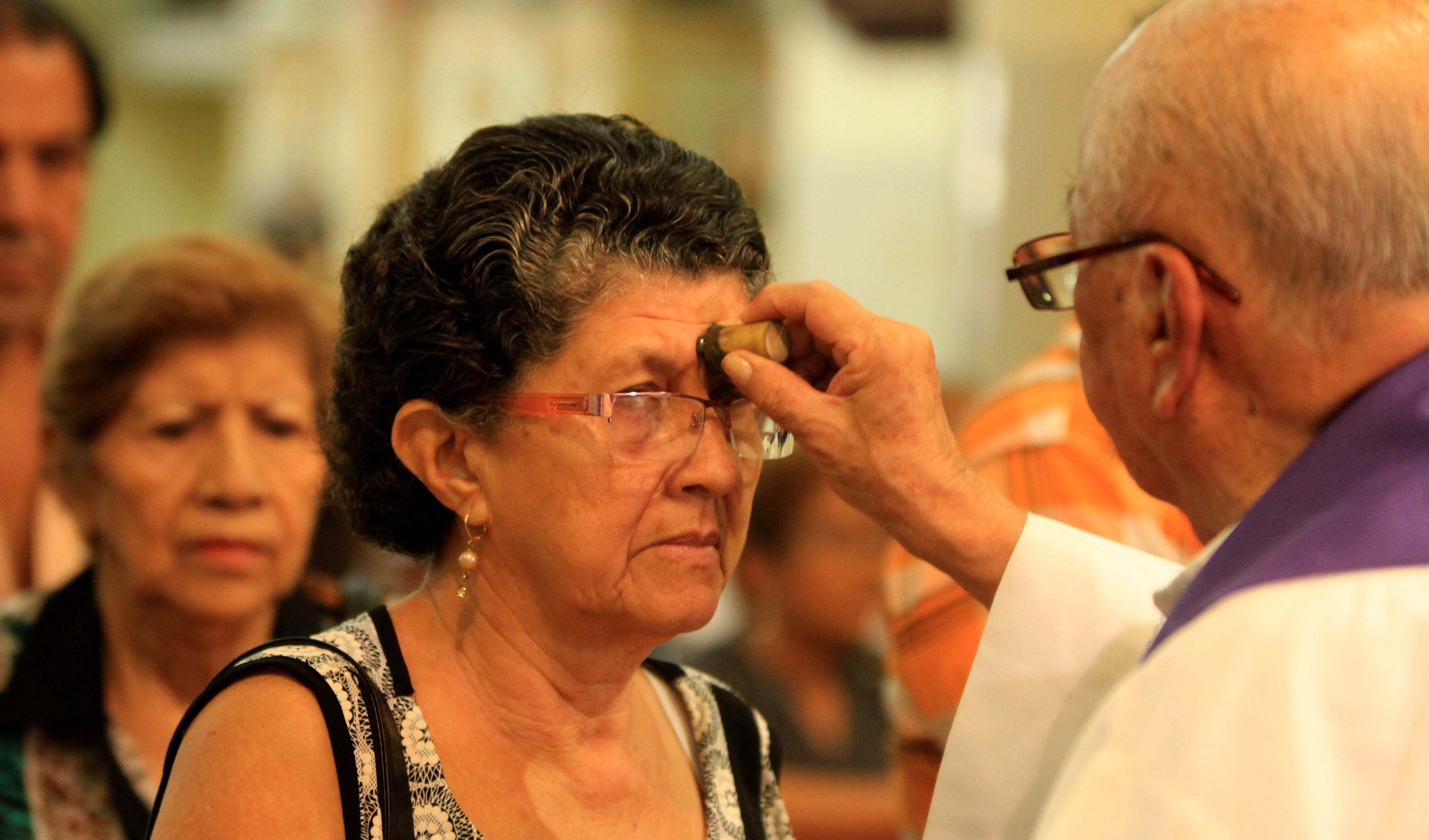
Mulher recebe a imposição das cinzas na Quarta-feira de Cinzas, em missa celebrada em Guaiaquil.

Em 2000, o Equador tinha 1.109 paróquias, atendidas por 975 padres diocesanos e 820 religiosos, enquanto havia seus 300 religiosos que cuidavam de instituições de ensino e 4.800 irmãs religiosas, que administravam escolas, hospitais e dispensários. A educação era a maior preocupação da Igreja e o governo apoiava os esforços das escolas católicas, embora a religião não fosse ensinada em escolas públicas. Além das escolas primárias e secundárias, a Igreja administrava escolas de formação católica para professores com credenciamento oficial e também da Pontifícia Universidade Católica do Equador.
Com o aumento da violência de traficantes e guerrilheiros, a Igreja sofre represálias. Em 2019, num intervalo de poucos dias, cinco igrejas foram vandalizadas em Guaiaquil, incluindo ataques a imagens religiosas. Em 15 de maio deste mesmo ano, foi entronizada nos Jardins do Vaticano a imagem de Nossa Senhora da Apresentação de El Quinche, originária do Equador.
Em 31 de outubro de 2021, a corte constitucional julgou inconstitucional o título de "padroeira do turismo nacional" que foi dado à Virgem de El Cisne pelo Ministério do Turismo do Equador. A juíza que julgou o caso afirma que isso fere a laicidade do Estado.
Em 31 de janeiro de 2022, a Igreja Católica equatoriana tem de se mobilizar para prestar assistência aos desabrigados por enchentes e deslizamentos de terra que ocorreram no país, após sucessivas chuvas. Em 17 de fevereiro de 2022, o país descriminaliza o aborto para casos de estupro. A Conferência Episcopal Equatoriana se manifestou, chamando a isso de imposição de uma "cultura de morte". Em junho desse mesmo ano, eclodem diversos protestos por todo o país, liderados por movimentos indígenas, que levaram a greve geral, bloqueio de estradas e violência. Dentre as reivindicações dos movimentos envolvidos, estão a redução dos preços de combustíveis contra a expansão das atividades de mineração e petrolíferas em áreas indígenas, especialmente na Amazônia. Em meio à crise de segurança instaurada no país, governo e movimentos indígenas aceitam a mediação da Igreja Católica no conflito, oferecido pela Conferência Episcopal Equatoriana. Um acordo foi alcançado graças à mediação católica, e assinado em 30 de junho.

### Atitudes religiosas
| Católicos no Equador | Católicos no Equador | Católicos no Equador | Católicos no Equador | Católicos no Equador |
| -------------------- | -------------------- | -------------------- | -------------------- | -------------------- |
|                      |                      |                      |                      |                      |
| 1910                 | 1910                 |                      | 88%                  | 88%                  |
| 1950                 | 1950                 |                      | 98%                  | 98%                  |
| 1970                 | 1970                 |                      | 95%                  | 95%                  |
| 2014                 | 2014                 |                      | 79%                  | 79%                  |

Em 1910, os católicos eram 88% da população equatoriana, e subiram para 98% em 1950, e com leve declínio para 95% em 1970. Já em 2014 a porcentagem de católicos era de 79%.
Em 2014, o Pew Research Center lançou os resultados de uma pesquisa realizada nos países latino-americanos sobre a religiosidade e sobre a perda fiéis católicos no continente. Tal como nos outros países, o fenômeno se repete no Equador. A pesquisa abordou as atitudes religiosas e católicos em comparação com os protestantes. O Equador é um dos países latino-americanos em que mais protestantes afirmam ter sido criados no catolicismo: 62% deles. Dentre os católicos, apenas 6% afirmam compartilhar sua fé com outras pessoas, enquanto que entre os protestantes o número sobe para 27%. No assunto de uniões homoafetivas, apenas 17% dos católicos colombianos se declaram a favor, e esse número é ainda menor entre os protestantes, caindo para 9%. Cerca de 87% dos católicos do Equador afirmam ter uma visão positiva do Papa Francisco. No que diz respeito à importância da religião, os dois grupos estão estatisticamente empatados no país: entre os católicos, 79% consideram a religião como algo muito importante em suas vidas, e entre os protestantes o número é de 82%. Quanto à frequência aos serviços religiosos, 34% dos católicos o fazem semanalmente, e esse número é de 67% dos protestantes. Os católicos que afirmam rezar diariamente são 62% e os protestantes 81%. Quanto ao trabalho pastoral ou catequese, apenas 7% dos católicos participam dessas atividades, enquanto que entre os protestantes o número é de 32%. A leitura semanal da Bíblia é feita por 17% dos católicos e 51% dos protestantes. O dízimo é ofertado por 18% dos católicos equatorianos e 64% dos protestantes. Cerca de 84% dos católicos afirmam acreditar no mistério da transubstanciação; 62% acreditam no inferno; e 91% pedem a intercessão da Virgem Maria em suas orações.

## Organização territorial

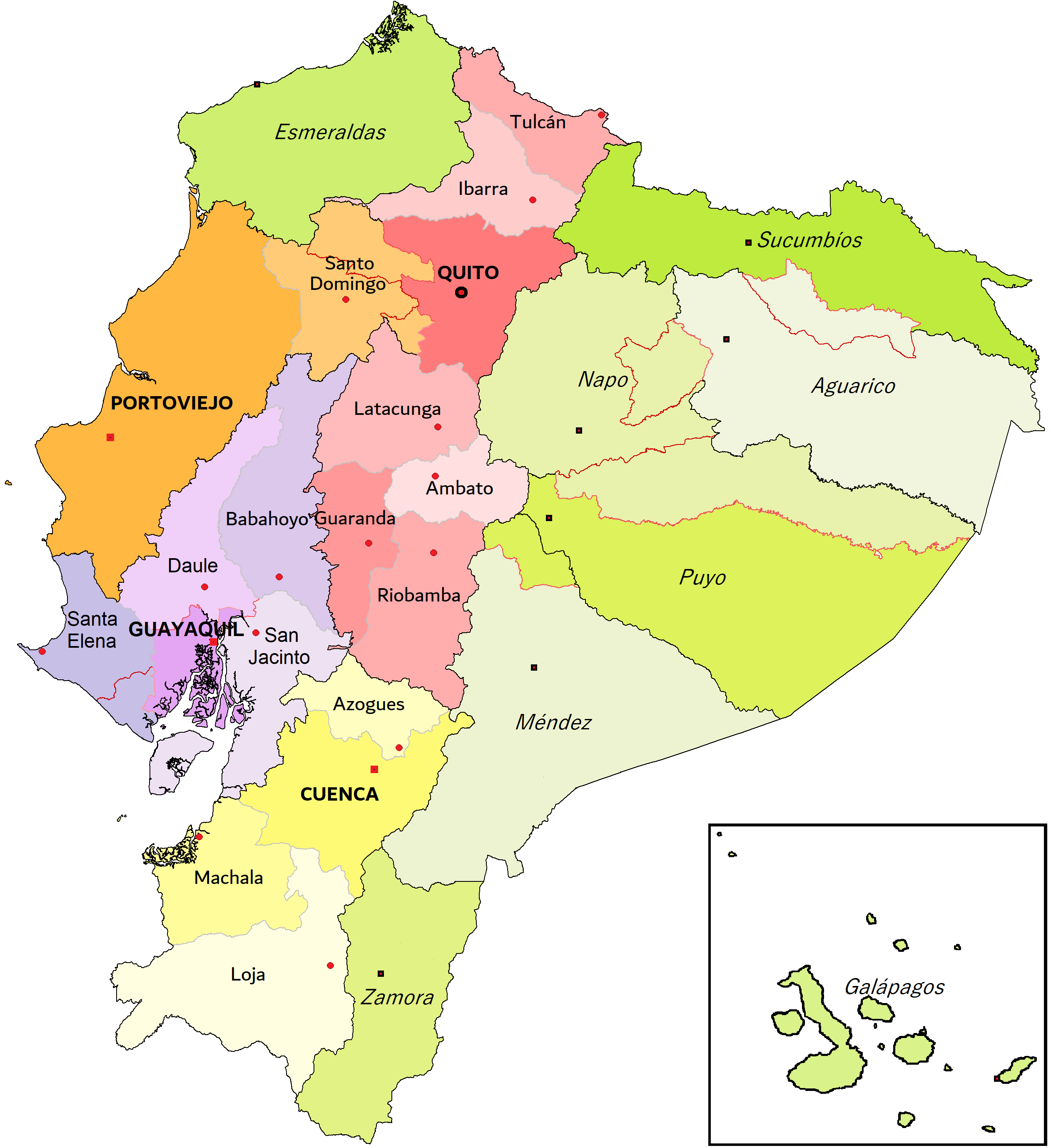
Mapa da divisão territorial das dioceses equatorianas.

O catolicismo está presente no país com 27 circunscrições de rito romano, sendo quatro arquidioceses, 14 dioceses, oito vicariatos apostólicos e um ordinariato militar.
| Arquidiocese metropolitana | Dioceses sufragâneas                             | Diretamente ligadas à Santa Sé | Circunscrições                                                                                        |
| -------------------------- | ------------------------------------------------ | ------------------------------ | --- |
| Cuenca                     | Azogues Loja Machala                             | Vicariatos apostólicos         | Aguarico Esmeraldas Galápagos Méndez Napo Puyo San Miguel de Sucumbíos Vicariato Apostólico de Zamora |
| Guaiaquil                  | Babahoyo Daule San Jacinto Santa Elena           | Militar                        | Ordinariato Militar do Equador                                                                        |
| Portoviejo                 | Santo Domingo                                    |                                | |
| Quito                      | Ambato Guaranda Ibarra Latacunga Riobamba Tulcán |                                | |

## Conferência Episcopal
A reunião dos bispos do país forma a Conferência Episcopal Equatoriana, que foi criada em 1970.

## Nunciatura Apostólica
Em 1851 foi criada a Delegação Apostólica do Equador, a qual foi elevada a Nunciatura Apostólica do Equador em 27 de novembro de 1937. Atualmente ela fica localizada em Quito.

## Visitas papais

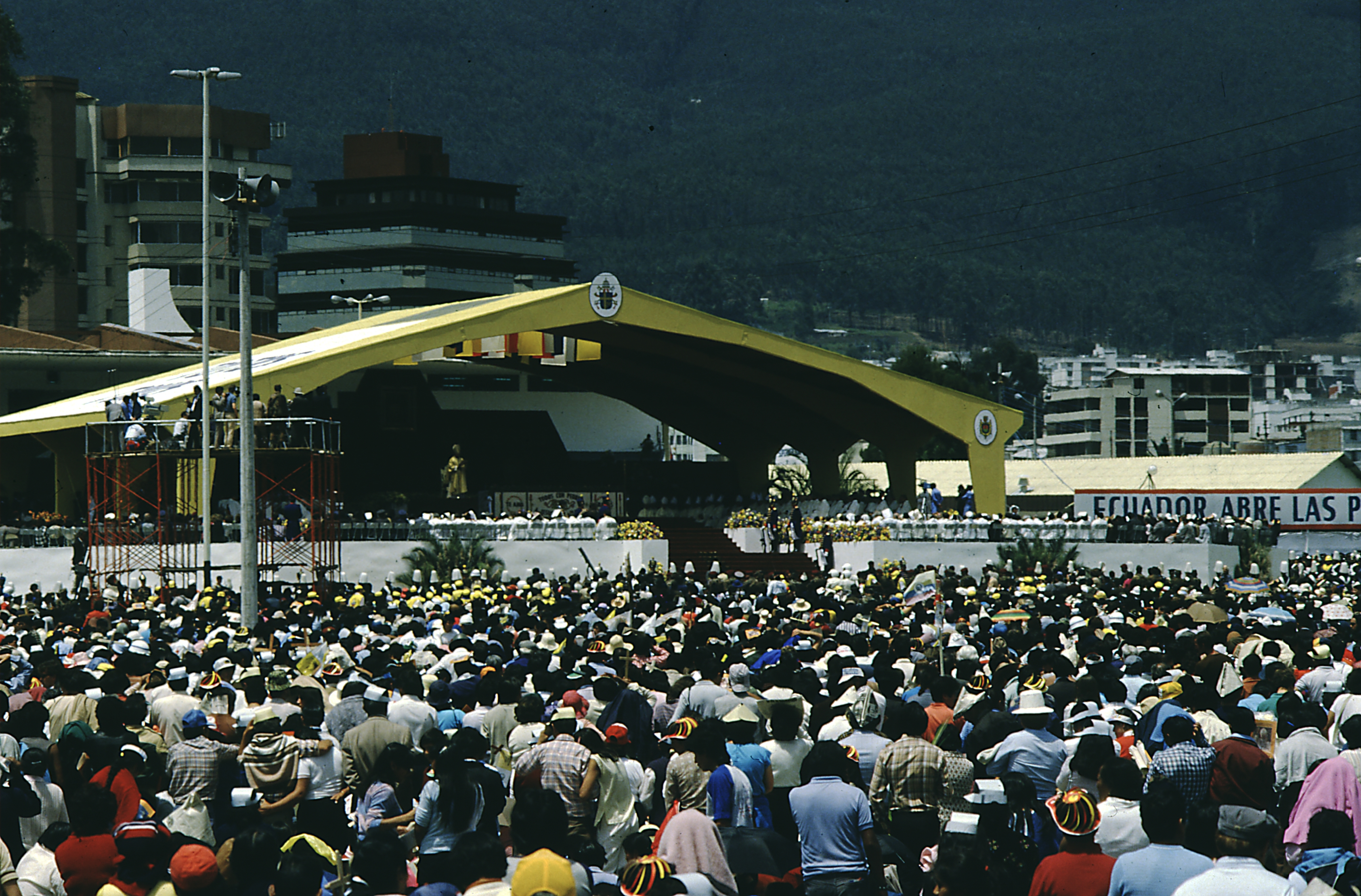
Multidão acompnahando a Missa celebrada pelo Papa João Paulo II no Parque La Carolina.

No dia 29 de janeiro de 1985, o Equador foi visitado pelo Papa João Paulo II, que lá permaneceu até o dia 1º de fevereiro. Ele também incluiu em seu roteiro de viagem o Peru, Trinidad e Tobago e Venezuela.
| “ | Uma nação consagrada. Sim. Esta nação, há pouco mais de um século, consagrou-se como povo ao Sagrado Coração de Jesus. O eco daquelas palavras com que o povo equatoriano realizou o seu ato de consagração ainda ressoa em tantos espíritos: 'Este é o teu povo, Senhor. Ele sempre o reconhecerá como seu Deus. Ele não voltará os olhos para nenhuma outra estrela senão aquela do amor e da misericórdia que brilha no meio do seu peito, santuário da divindade, arca do seu Coração'. | ” |
|   | — Homilia do Papa João Paulo II pelo aniversário de 450 anos de evangelização do Equador. |   |

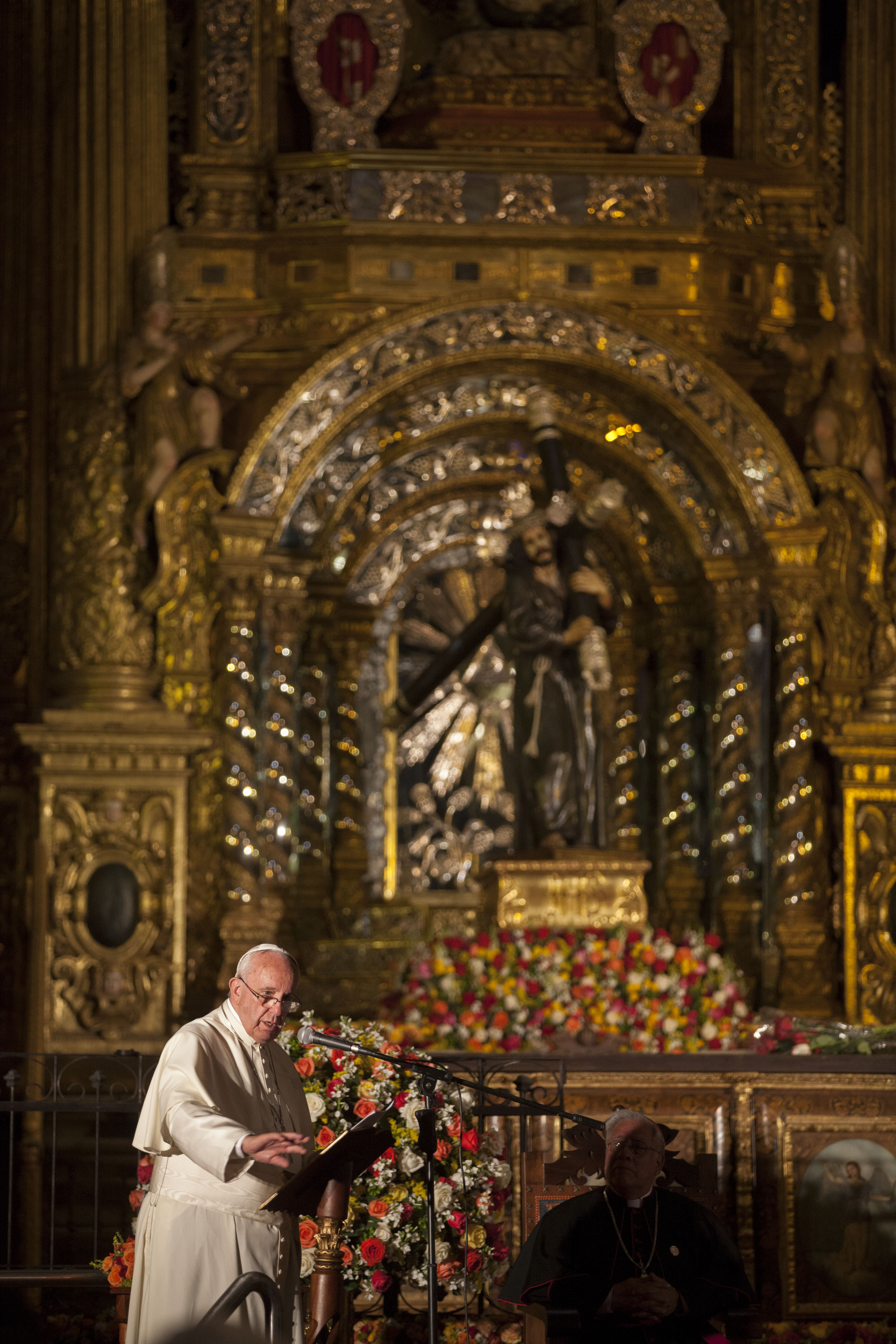
Papa Francisco em visita à Igreja de São Francisco, Quito.

Entre os dias 5 e 8 de julho de 2015, o Equador recebe pela segunda vez a visita de um papa. Desta vez, foi Francisco, que também incluiu a Bolívia e o Paraguai em seu roteiro.
| “ | O Equador, como muitos povos latino-americanos, passa hoje por profundas mudanças sociais e culturais, novos desafios que requerem a participação de todos os actores sociais. A emigração, a concentração urbana, o consumismo, a crise da família, a falta de trabalho, as bolsas de pobreza produzem incerteza e tensões que constituem uma ameaça para a convivência social. As normas e as leis, bem como os projectos da comunidade civil, devem procurar a inclusão, abrir espaços de diálogo, espaços de encontro e, assim, deixar como uma triste recordação qualquer tipo de repressão, de controle excessivo e a perda de liberdade. | ” |
|   | — Papa Francisco à sociedade civil do Equador. |   |

## Santos

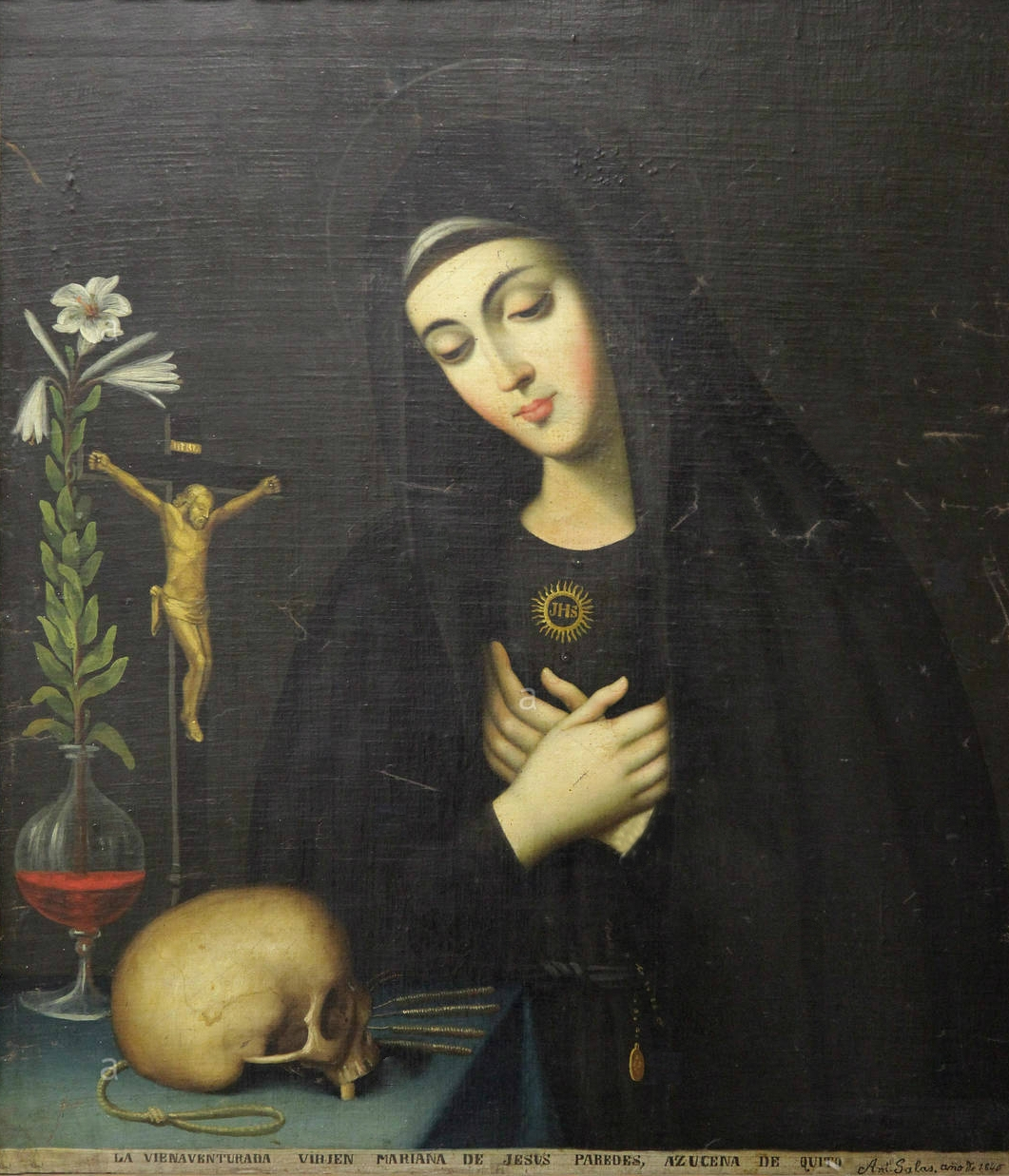
Santa Mariana

A lista de santos e beatos não se refere apenas às pessoas nascidas em solo equatoriano, mas também aqueles que tiveram influência na vida católica do país.
- Santa Mariana de Jesús de Paredes[26]
- Santa Narcisa de Jesús[26]
- Miguel Febres Cordero[26]

### Beatos
- Mercedes de Jesús Molina[26]
- Maria da Encarnação do Sagrado Coração[26]
- Victor Emilio Moscoso Cárdenas[26]